# Glottidium vesicarium
Glottidium vesicarium är en ärtväxtart som först beskrevs av Nikolaus Joseph von Jacquin, och fick sitt nu gällande namn av Roland McMillan Harper. Glottidium vesicarium ingår i släktet Glottidium och familjen ärtväxter. Inga underarter finns listade i Catalogue of Life.